# Sardar
Sardar (em persa: سردار) é um título de realeza e nobreza que foi originalmente usado para denotar nobre hereditários no mundo iraniano. Por empréstimo do persa, foi incorporado na Índia, no seio do siquismo, como um título que precede os nomes de indivíduos que vestem turbante. Também por empréstimo, tornar-se-ia o título que designava no comandante-em-chefe do exército egípico (como sirdar).